# Luella Bartley
Luella Bartley, född 1974, är en engelsk modedesigner, tidningsredaktör och journalist.
Hon var tidigare journalist och redaktör på tidningarna Brittiska Vogue och Dazed & Confused, men utbildade sig vid CSM och lanserade sitt märke "Luella" 1999. År 2002 skapade hon väskan "Gisele", uppkallad efter Gisele Bündchen i samarbete med Mulberry.
Kate Nash, Kelly Osbourne, Lily Allen, Amy Winehouse, Alexa Chung, Gwyneth Paltrow, Sienna Miller, Mischa Barton, Chloe Sevigny, Foxy Brown, Christina Aguilera, Reese Witherspoon och Cate Blanchett har burit hennes kläder.